# Kathrine Fagerland
Kathrine Fagerland, född 30 mars 1976 i Bergen, är en norsk skådespelare.
Fagerland är mest känd för sin roll som Anna Keilhaug i de norska filmerna om Varg Veum.

## Filmografi (urval)
- 2007 – Varg Veum – Bittra blomster
- 2008 – Oasen
- 2008 – Varg Veum – Törnrosa
- 2008 – Varg Veum – Din till döden
- 2008 – Varg Veum – Kvinnan i kylskåpet
- 2012 – Katteslottet
- 2012 – Varhaug
- 2017 – Skyggenes dal

## Fotnoter
1. ↑  Internet Movie Database, IMDb-ID: nm2509261co0047972, läst: 10 januari 2016.[källa från Wikidata]